# Dogaresa

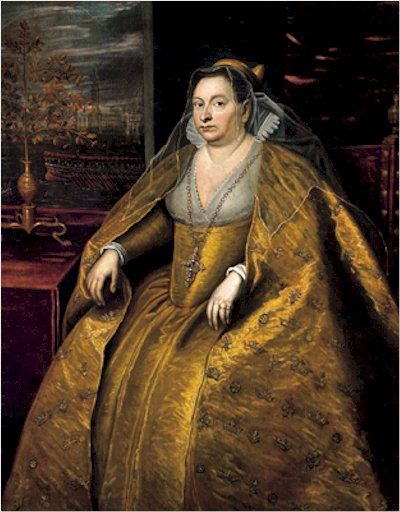
Dogaresa Morosina Morosini de Tintoretto, 1590.

Dogaresa ( DOH -gə-ress-ə, DOH -jə-, Italiano: [doɡaˈressa], Veneciano: [doɡaˈɾesa] ) era el título oficial de la esposa del dux de Venecia . El título era único para Venecia, de hecho, aunque al jefe de la República de Génova también se le llamaba Doge, las esposas de los Doges de Génova no tenían el título de Dogaressa, ni tenían ningún cargo público.

## Historia
La posición de la dogaresa estaba regulada por las leyes de la República, que especificaban qué deberes y derechos tenía, y qué le estaba prohibido a la titular. Estos derechos cambiaron varias veces durante la historia de la República. La primera portadora del título fue la Dogaressa Carola en la década del 800

### Títulos y primeras designaciones
Las esposas de los dux de la Alta Edad Media fueron llamadas coniunx, después ducissa, dukissa o duquesa, más tarde también como Principessa.  hacia el año 1000, el cronista Johannes Diaconus llamó a la esposa del dux, simplemente: conducta, ya que no tenía ningún papel constitucional especial para desempeñar.        

### Posición
Al igual que el dux, la dogaresa era coronada, haciendo una entrada solemne y hacía un voto de lealtad ( promissione ducale ) a la república en su coronación. Los símbolos de su rango eran un velo de oro y una corona de forma similar a la del dux. De forma parecida a una reina, la dogaresa tenía una familia de damas de compañía. La coronación de la dogaresa fue abolida durante determinados períodos, tal y como se especifica a continuación.
Formalmente, la dogaresa no tenía ningún derecho político, y su tarea era participar en la vida representativa de la república y en las ceremonias y rituales oficiales destinados a personificar la gloria del estado, y tenía como tal un papel público muy visible . Se esperaba que actuara como protectora formal de ciertos gremios y oficios, y como tal podría jugar un papel importante en el papel de estos oficios dentro del estado, cosa que se sabe que hicieron varias dogaresas. Alicia Giustiniani, por ejemplo, tuvo un papel importante en el comercio y los negocios venecianos a causa de ese papel.
Aunque la ley rechazó cualquier influencia sobre los asuntos del estado a la dogaresa, algunos ejercieron una gran influencia sobre los asuntos de estado en la práctica, sobre todo Felicia Cornaro.
Cuando la dogaresa se quedaba viuda, socialmente se esperaba que se convirtiera en monja. Sin embargo, no había ninguna ley real para exigirlo, y algunas dogaresas viudas se negaron a seguir esta costumbre, aunque se consideraba escandaloso.

### Cambios de posición
Durante los siglos, las regulaciones en torno a la dogaresa introdujeron leyes para restringir sus derechos: en el siglo XIII, a la dogaresa se le prohibió recibir dignatarios y hacer donaciones públicas por su cuenta, y en 1342, una ley le prohibió dirigir negocios propios.
La ceremonia de coronación de la dogaresa no se produjo en el lapso de tiempo entre la de Taddea Michiel en 1478 y la de Zilia Dandolo en 1556; después de la coronación de Morosina Morosini en 1597, la coronación de una dogaresa se consideró innecesaria a partir de 1645 y las demás ceremonias a su alrededor se suprimieron al mínimo. La última dogaresa en ser coronada fue Elisabetta Querini en 1694, después de ella, la ceremonia fue definitivamente abolida. Tras el mandato de Elisabetta Querini, la mayoría de los otros privilegios ceremoniales de la dogaresa también fueron abolidos: en 1700, ya no se le permitió llevar una corona y recibir regalos de dignatarios. En 1763, la Entrada Solemne fue reavivada por el deseo del Doge por Pisana Conaro, que fue la última dogaresa en realizarla.

### Mecenazgo
Fueron patronas de diversas scuole, es decir, las corporaciones religiosas y benéficas, los gremios de artesanos y comerciantes de la República de Venecia . Para Zilia Dandolo (1556–1559, † 1566), que se casó con Lorenzo Priuli en 1556, el inmensamente rico Arte dei Beccai, el gremio de carniceros, erigió un arco de triunfo en la Piazzetta cerca de la basílica de San Marcos en 1557 para su entrada.

## Lista de Dogaresas de Venecia
- 804-811: Carola
- 811-827: Elena
- 827-830: Felicita
- 888-912: Angela Sanudo
- 942-959: Arcielda Candiano
- 959-966: Giovanniccia Candiano
- 966-976: Waldrada of Tuscany
- 976-978: Felicia Malipiero
- 979-991: Marina Candiano
- 991-1009: Maria Candiano
- 1009-1026: Grimelda of Hungary[6]
- 1075-1083: Theodora Doukaina Selvo
- 1084-1096: Cornella Bembo
- 1096-1102: Felicia Cornaro
- 1102-1116: Matelda Falier
- 1116-1130: Alicia Michiel
- 1148-1156: Sofía
- 1156-1172: Felicita a Maria di Boemondo
- 1172-1178: Cecilia
- 1192-1205: Felicita Bembo[7]
- 1205-1229: Constance of Sicily
- 1229-1240: Maria Storlato
- 1242-1249: Valdrada of Sicily
- 1252-1268: Loicia da Prata
- 1268-1275: Marchesina Ghisi[8]
- 1275-1280: Jacobina
- 1280-1289: Catalina
- 1289-1310: Tommasina Morosini
- 1310-1312: Agnese
- 1312-1329: Franchesina
- 1329-1339: Elisabetta
- 1339-1342: Giustina Cappello
- 1342-1354: Francesca Morosini
- 1354-1355: Aluycia Gradenigo
- 1355-1356: Marina Cappello
- 1361-1365: Maria Giustinian[9]
- 1365-1367: Catalina Corner
- 1382-1382: Cristina Condulmer
- 1382-1400: Agnese
- 1400-1413: Marina Galina
- 1423-1457: Marina Nani
- 1457-1462: Giovanna Dandolo
- 1462-1471: Cristina Sanudo
- 1471-1472: Aliodea Morosini
- 1473-1474: Contarina Contarini Morosini
- 1474-1476: Laura Zorzi
- 1476-1478: Regina Gradenigo
- 1478-1485: Taddea Michiel
- 1485-1486: Lucia Ruzzini
- 1486-1501: Elisabetta Soranzo
- 1501-1521: Giustina Giustiniani
- 1521-1523: Catalina Loredan
- 1523-1538: Benedetta Vendramin
- 1538-1545: María Pasqualigo
- 1545-1553: Alicia Giustiniani
- 1556-1559: Zilia Dandolo
- 1559-1567: Elena Diedo
- 1567-1570: María Cappello
- 1570-1577: Loredana Marcello
- 1577-1578: Cecilia Contarini
- 1578-1585: Arcangela Canali
- 1585-1595: Laura Morosini
- 1595-1606: Morosina Morosini
- 1618-1623: Elena Barbarigo
- 1625-1629: Chiara Dolfin
- 1655-1656: Paolina Loredan
- 1656-1656: Andreana Priuli
- 1656-1658: Elisabetta Pisani
- 1658-1659: Lucia Barbarigo
- 1694-1700: Elisabetta Querini
- 1709-1722: Laura Cornaro
- 1735-1741: Elena Badoer
- 1763-1769: Pisana Cornaro
- 1771-1779: Polissena Contarini Da Mula
- 1779-1789: Margherita Dalmet
- 1789-1792: Elisabetta Grimani